# Zaradachet Hajo
Zaradachet Hajo auch Zerdeşt Haco (* 1950 in Syrien) ist ein kurdischer Linguist, Autor und Übersetzer.

## Leben
Hajo studierte an der Freien Universität Berlin. Er promovierte 1979 in Berlin zum Thema des Studiums der Indo-Iranischen Sprachen. Seit 1982 unterrichtete er unter anderem die kurdische Sprache an Universitäten in Berlin, Bremen und Hamburg. 
In den Jahren von 1998 bis 2013 war Hajo der Vorsitzende des Kurdischen P.E.N.-Zentrums, das seinen Sitz in Deutschland hat, jedoch plant, die Aktivitäten nach Diyarbakir in der Türkei zu verlegen. Hajo ist Ehrenvorsitzender des Kurdischen PEN, Ehrenvorsitzender des Vereins der Kurdischen Lehrer in Europa, Vorsitzender von Hînkarî Kurdische Gesellschaft für Bildung und Erziehung e. V. in Bremen und Präsident des Kurdischen Instituts in der Schweiz.

## Werke
Hajo hat in der Vergangenheit an einer Übersetzung der Bibel in das Kurmandschi-Kurdische mitgearbeitet und seine linguistischen Studien in kurdischen Zeitungen und Zeitschriften veröffentlicht. Eine Sammlung seiner Gedichte wurde unter dem englischen Titel Songs from the Exile gedruckt. 
Gedichte des deutschsprachigen Kurden Nazif Telek übertrug er ins Kurdische.

## Veröffentlichungen
- Indo-Iranische Sprachstudien (20 Lektionen für Deutsche). Dissertation an der Freien Universität, Berlin 1979, gedruckt 1982.
- The Historical Development of the Syrian State and the Situation of the Kurds in Syria, 2005. Über die syrischen Kurden (en.)

Übertragung
- Nazif Telek: Sehnsucht nach Freiheit: Gedichte. Kurdisch und deutsch. Zambon-Verlag, Frankfurt am Main 1996, ISBN 3-88975-054-0.